# Wasserdampfdurchlässigkeit
Wasserdampfdurchlässigkeit oder Wasserdampfdiffusionsfähigkeit bezeichnet die Durchlässigkeit eines Stoffes, eines Aufbaues (z. B. eines Bauteils) oder einer Schicht eines Bauteils für Wasserdampf. Je höher die Wasserdampfdurchlässigkeit eines Aufbaues insgesamt ist, umso besser kann Feuchtigkeit transportiert werden. Entsprechend ausgebildete Baustoffe resp. Bauteile nennt man „diffusionsoffen“. Eine hohe Wasserdampfdiffusionsfähigkeit kann Schimmelbildung verhindern. Bei mehrschichtigen Bauteilen ist in Breiten, in denen überwiegend die Innentemperatur höher liegt als die Außentemperatur, ein Aufbau notwendig, dessen Schichten von Innen nach Außen diffussionsoffener werden, um Tauwasseranfall im Aufbau zu vermeiden. 
Von Wasserdampfdurchlässigkeit, Wasserdampfpermeation oder Wasserdampftransmission spricht man auch, wenn es um die Barriereeigenschaften von Verpackungsmaterialien, insbesondere von Kunststofffolien geht. Sie ist ein wichtiger Faktor z. B. bei der Verpackung von feuchteempfindlichen Lebensmitteln oder Medikamenten.